# Попово-Лежачи
Попо́во-Лежачи́ — село в Глушковском районе Курской области. Административный центр Попово-Лежачанского сельсовета.

## География
Село находится на реке Сейм, в 3 км от российско-украинской границы, в 140 км к юго-западу от Курска, в 23,5 км к юго-западу от районного центра — посёлка городского типа Глушково.
Улицы
В селе улицы: Колхозный, Куйбышева, Ленина, Молодёжная, Набережная, Осипенко, переулок Осипенко, Первомайская, переулок Первомайский, переулок Попово-Лежачанский, Советская, Фрунзе, Чапаева, переулок Школьный.
Климат
Попово-Лежачи, как и весь район, расположено в поясе умеренно континентального климата с тёплым летом и относительно тёплой зимой (Dfb в классификации Кёппена).
| Показатель                                                                       | Янв. | Фев. | Март | Апр. | Май  | Июнь | Июль | Авг. | Сен. | Окт. | Нояб. | Дек. | Год  |
| -------------------------------------------------------------------------------- | ---- | ---- | ---- | ---- | ---- | ---- | ---- | ---- | ---- | ---- | ----- | ---- | ---- |
| Средний суточный максимум, °C                                                    | −3,2 | −2,1 | 4,1  | 13,8 | 20   | 23,2 | 25,5 | 25   | 18,7 | 11,2 | 4,2   | −0,5 | 11,7 |
| Средняя температура, °C                                                          | −5,3 | −4,7 | 0,3  | 8,9  | 15,2 | 18,9 | 21,1 | 20,3 | 14,5 | 7,8  | 1,9   | −2,4 | 8,0  |
| Средний суточный минимум, °C                                                     | −7,7 | −7,8 | −3,8 | 3,4  | 9,6  | 13,5 | 16,1 | 15,1 | 10,1 | 4,4  | −0,4  | −4,6 | 4,0  |
| Норма осадков, мм                                                                | 49   | 43   | 47   | 48   | 60   | 68   | 80   | 48   | 57   | 52   | 48    | 48   | 648  |
| Источник: Погода по месяцам c ru.climate-data.org(дата обращения: Сентябрь 2021) |      |      |      |      |      |      |      |      |      |      |       |      |      |

Часовой пояс
Село Попово-Лежачи, как и вся Курская область, находится в часовой зоне МСК (московское время). Смещение применяемого времени относительно UTC составляет +3:00.

## Население
| 2002 | 2010  |
| ---- | ----- |
| 1429 | ↘1177 |

## Инфраструктура
Личное подсобное хозяйство. Попово-Лежачанская средняя школа. ФАП. В селе 915 домов.

## Транспорт
Попово-Лежачи находится на автодорогe регионального значения 38К-040 (Хомутовка — Рыльск — Глушково — Тёткино — граница с Украиной), в 4 км от ближайшей ж/д станции Тёткино (линии Хутор-Михайловский — Ворожба, Ворожба — Волфино). Остановка общественного транспорта.
В 175 км от аэропорта имени В. Г. Шухова (недалеко от Белгорода).

## Достопримечательности
- Церковь Феодосия Черниговского